# Ross McWhirter
Alan Ross McWhirter (* 12. August 1925 in Winchmore Hill, Middlesex; † 27. November 1975 in London) war ein britischer Verleger.
Er gründete 1954 mit seinem Zwillingsbruder Norris McWhirter das Guinness-Buch der Rekorde.
Am 27. November 1975 wurde er Opfer eines IRA-Anschlages. McWhirter hatte eine Belohnung von 50.000 Pfund Sterling für die Ergreifung von IRA-Mitgliedern ausgesetzt, die in London Bombenanschläge verübt hatten.